# 西海岸老鹰
西海岸老鹰队，有时简称西海岸或老鹰队，是一支澳式足球俱乐部，现时是澳大利亚澳式足球联盟AFL参加比赛。球队位于西澳大利亚州的珀斯市，代表该市和所在的州。其训练基地位于拉斯林公园（Lathlain Park），主场位于Optus体育场。此前球队曾在Sibiaco Oval和WACA Ground球场比赛。老鹰队和弗里曼特尔队是仅有的两支位于西澳大利亚的球队。